# Независимый финансовый советник
Независимый Финансовый Советник или (НФС) является профессионалом на рынке консалтинговых услуг в области финансов и личного финансового планирования. Термин используется преимущественно в Великобритании и других странах Британского Содружества (Гонконге и др.). В большинстве других стран мира этой профессии соответствует обычный финансовый советник. Для России это довольно-таки экзотическая профессия, так как появилась она у нас относительно недавно. Впервые термин «независимый финансовый советник» появился в научной литературе в 2005 году в диссертации Г. И. Пискова на тему «Управление инновациями при создании сетей независимых финансовых советников».
Термин «независимый финансовый советник» был придуман для характеризации независимой частной практики в ведении консалтинговой деятельности в области финансов. Противовесом НФС являются агенты, консультанты, либо менеджеры по продажам, представляющие интересы страховых компанией, банков или иных финансовых организаций.
Термин НФС широко используется в Великобритании (дословно — Independent Financial Adviser), где деятельность НФС регулируется ассоциацией Financial Services Authority (FSA), согласно требованиям которой квалификация Независимого Финансового Советника должна соответствовать строго установленным стандартам.
Великобритания является родиной независимых финансовых советников, эта профессия существует в этой стране уже более 100 лет.
Обычно НФС проводит подробный обзор финансового положения своих клиентов, их предпочтений и целей. В итоге, НФС выдаёт те или иные рекомендации, выполнение которых направлено на достижения целей клиента и, при необходимости, рекомендует подходящий финансовый продукт в соответствии с потребностями клиента. В последнее время в науке ведутся споры о целесообразности пользования индивидуальными вкладчиками услуг финансовых аналитиков вообще и независимых финансовых советников в частности.